# Baressa
Baressa är en ort och kommun i provinsen Oristano i regionen Sardinien i Italien. Kommunen hade 642 invånare (2017).